# Doboj Istok
Doboj Istok (en cryillique : Добој Исток) est une municipalité de Bosnie-Herzégovine située dans le canton de Tuzla et dans la fédération de Bosnie-et-Herzégovine. Selon les premiers résultats du recensement bosnien de 2013, elle compte 10 866 habitants.
Le nom de la municipalité signifie « Doboj Est ». Le siège de la municipalité est le village de Klokotnica.

## Histoire
La municipalité de Doboj Istok a été créée sur le territoire de la municipalité de Doboj le 10 mars 1998.

## Localités

Localisation de la municipalité de Doboj Istok en Bosnie-Herzégovine

La municipalité de Doboj Istok compte 6 localités :
- Brijesnica Mala
- Brijesnica Velika
- Klokotnica
- Lukavica Rijeka
- Sjenina Rijeka
- Stanić Rijeka

## Démographie

### Répartition de la population par nationalités dans la municipalité (1991)
En 1991, sur un total de 10 096 habitants, la population se répartissait de la manière suivante :

## Politique
À la suite des élections locales de 2012, les 17 sièges de l'assemblée municipale se répartissaient de la manière suivante :
| Parti                                                               | Sièges |
| ------------------------------------------------------------------- | ------ |
| Parti d'action démocratique (SDA)                                   | 6      |
| Parti social-démocrate (SDP)                                        | 3      |
| Parti démocratique civique de Bosnie-Herzégovine (GDS BiH)          | 2      |
| Alliance pour un meilleur avenir de la Bosnie-Herzégovine (SBB BiH) | 2      |
| Notre parti (NS)                                                    | 1      |
| Parti pour la Bosnie-Herzégovine (SBiH)                             | 1      |
| Parti libéral-démocrate de Bosnie-et-Herzégovine (LDS)              | 1      |
| Parti patriotique de Bosnie-Herzégovine - Sefer Halilović (BPS)     | 1      |

Kemal Bratić, membre du Parti d'action démocratique (SDA), a été élu maire de la municipalité.